# Keto Losaberidze
Ketevan Bagratovna Losaberidze (Tqibuli, 1 de agosto de 1949 — Tiblíssi, 23 de janeiro de 2022) foi uma arqueira georgiana, medalhista olímpica.

## Carreira
Keto Losaberidze representou a União Soviética nos Jogos Olímpicos em 1972 e 1980, ganhando a medalha de ouro no individual em 1980. 